# 索蒂略
索蒂略，是西班牙卡斯蒂利亚-莱昂塞戈维亚省的一个市镇。 总面积20平方公里，总人口39人（2001年），人口密度2人/平方公里。